# ジーザス・リザード

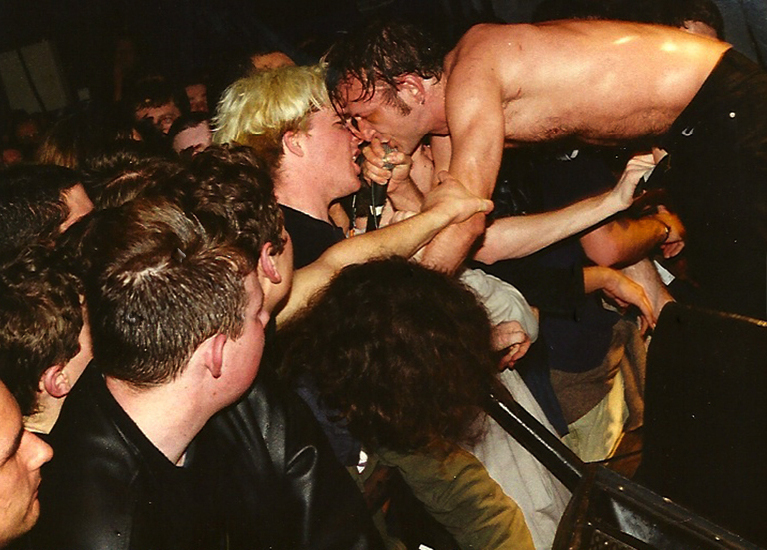
1998年頃、ロンドンのザ・ガレージで演奏するジーザス・リザード

ジーザス・リザード（The Jesus Lizard）は、アメリカのロック・バンド。1987年、テキサス州オースティンにて結成。その後の多くのオルタナティヴ／ポスト・ハードコアバンドに多大な影響を与えた。

## 略歴
ギタリストのデュアン・デニソンと元スクラッチ・アシッドのボーカリストであるデヴィッド・ヨウ、ベーシストのデヴィッド・ウィリアム・シムスの3人で結成された。ドラマーは不在で、代わりにドラムマシンを使ってリハーサルを数回行った。1988年、ヨウとシムスはシカゴに渡り、デニソンも翌年2人に続いた。
1989年、タッチ・アンド・ゴーよりスティーヴ・アルビニ録音のEP『Pure』でデビュー。その後、ドラマーとしてマック・マクネイリーが加入し、バンド初のライブを7月に行う。翌1990年にファースト・アルバム『Head』をリリース。1994年までタッチ・アンド・ゴーより計4枚のアルバムをリリースした。
1995年にバンドはメジャーレーベルのキャピトル・レコードと契約。翌1996年に5枚目のアルバム『ショット』をリリースするが、マクネイリーが同年暮れにバンドを脱退し、ジム・キンボールが新しく加入。長期に及ぶツアーの後、1998年にEP『The Jesus Lizard』と6枚目のアルバム『ブルー』をリリースするが、キンボールが8月に脱退しブレンダン・マーフィーが加入。再びツアーを行うものの1999年3月にキャピトル・レコードから解雇される。同年6月に解散を発表。

### 再結成
2008年にバンドは再結成を発表。翌2009年に行われたピッチフォーク・ミュージック・フェスティバルやオール・トゥモローズ・パーティーズといったアメリカやイギリスのロック・フェスに参加し、ツアーも行った。10月にタッチ・アンド・ゴーでリリースした4枚のアルバムがリマスター再発された。リマスタリングには当時エンジニアを担当したスティーヴ・アルビニと、アルビニのバンドメイトで同じくエンジニアのボブ・ウェストンによって行われた。

### 二度目の再結成
2017年に、二度目の再結成を発表。その年に9年ぶりのアメリカ・ツアーを行ったほか、翌2018年に行われたライオット・フェスに出演した。

## メンバー

### 現在のメンバー
- デヴィッド・ヨウ（David Yow） - ボーカル （1987年-1999年、2008年-2010年、2017年- ）
- デュアン・デニソン（Duane Denison） - ギター （1987年-1999年、2008年-2010年、2017年- ）
- デヴィッド・ウィリアム・シムス（David Wm. Sims） - ベース （1987年-1999年、2008年-2010年、2017年- ）
- マック・マクネイリー（Mac McNeilly） - ドラム （1987年-1996年、2008年-2010年、2017年- ）

### 旧メンバー
- ジム・キンボール（Jim Kimball） - ドラム （1996年-1998年）
- ブレンダン・マーフィー（Brendan Murphy） - ドラム （1998年-1999年）

## ディスコグラフィ

### スタジオ・アルバム
- Head (1990年、Touch and Go)
- Goat (1991年、Touch and Go)
- Liar (1992年、Touch and Go)
- 『ダウン』 - Down (1994年、Touch and Go)
- 『ショット』 - Shot (1996年、Capitol)
- 『ブルー』 - Blue (1998年、Capitol)

### ライブ・アルバム
- Show (1994年、Collision Arts)
- Club (2011年、Chunklet)

### EP
- Pure (1989年、Touch and Go)
- Lash (1993年、Touch and Go)
- The Jesus Lizard (1998年、JetSet)

### コンピレーション・アルバム
- Bang (2000年、Touch and Go)
- Inch (2009年、Touch and Go)

### シングル
- "Chrome" (1989年)
- "Mouth Breather" (1990年)
- "Wheelchair Epidemic" (1992年)
- "Gladiator" (1992年)
- "Gladiator" / "Boilermaker" (1992年)
- "(Fly) On (The Wall)" (1993年)
- "Puss" / "Oh, The Guilt" (1993年) ※ニルヴァーナとのスプリット盤
- "Puss" (1993年)
- "Mailman" (1996年)